# Oora
Oora è il quinto album in studio del gruppo rock psichedelico britannico Edgar Broughton Band, pubblicato nel 1973.

## Tracce
Side 1
1. Hurricane Man / Rock 'n' Roller - 6:13
2. Roccococooler - 3:09
3. Eviction - 3:00
4. Oh You Crazy Boy! - 2:44
5. Things on My Mind - 3:39

Side 2
1. Exhibits from a New Museum / Green Lights - 7:54
2. Face from a Window / Pretty / Hi-Jack Boogie / Slow Down - 10:29
3. Capers - 1:37

## Formazione
- Edgar Broughton - voce, chitarra, basso
- Arthur Grant - basso, voce, basso
- Steve Broughton - batteria, voce, percussioni, campane tubolari, tamburello
- Victor Unitt - chitarre, voce, piano, cori